# Карагуж
Карагу́ж (рос. Карагуж) — село у складі Красногорського району Алтайського краю, Росія. Входить до складу Усть-Ішинської сільської ради.

## Населення
Населення — 361 особа (2010; 428 у 2002).
Національний склад (станом на 2002 рік):
- росіяни — 99 %